# Наплес-Мару
Наплес-Мару (Naples Maru) — транспортне судно, яке під час Другої світової війни взяло участь у операціях японських збройних сил у Бірмі та архіпелазі Бісмарка.

## Передвоєнна історія
Судно спорудили в 1919 році на верфі Kawasaki Dockyard у Кобе на замовлення компанії Kawasaki Kisen, а з 1922-го його власником стала Kokusai Kisen.
24 листопада 1941 судно реквізували для потреб Імперської армії Японії.

## Вторгнення до Бірми
18 лютого 1942-го Наплес-Мару разом зі ще шістьома транспортами вийшли з японського порту Муцре, маючи на борту другий ешелон 56-ї дивізії. 22 лютого вони прибули в Такао (наразі Гаосюн на Тайвані), де збирались сили вторгнення до Бірми — всього для перевезення 56-ї дивізії тут сформували транспортний загін із 32 суден.
25 березня Перший бірманський транспортний конвой прибув до Рангуну.

## Рейс до Рабаулу
29 жовтня 1943-го судно вийшло з Палау (важливий транспортний хаб на заході Каролінських островів) у складі конвою SO-904 та 6 листопада прибуло до Рабаулу — головної передової бази у архіпелазі Бісмарка, з якої провадились операції на Соломонових островах та сході Нової Гвінеї.
20 листопада Наплес-Мару вирушило у зворотний рейс у складі конвою O-006, маючи на борту більш як п'ятсот військовослужбовців. Увечері цього ж дня при проходженні біля центральної частини західного узбережжя острова Нова Ірландія конвой атакували літаючі човни PBY «Каталіна», котрі потопили Наплес-Мару. Загинуло 5 членів екіпажу та 121 військовослужбовець з числа пасажирів.